# Oncometopia kliefothi
Oncometopia kliefothi är en insektsart som beskrevs av Schröder 1960. Oncometopia kliefothi ingår i släktet Oncometopia och familjen dvärgstritar. Inga underarter finns listade i Catalogue of Life.